# Boscobel (condado de Grant, Wisconsin)
Boscobel es un pueblo ubicado en el condado de Grant en el estado estadounidense de Wisconsin. En el Censo de 2010 tenía una población de 376 habitantes y una densidad poblacional de 20,34 personas por km².

## Geografía
Boscobel se encuentra ubicado en las coordenadas 43°8′7″N 90°40′34″O / 43.13528, -90.67611. Según la Oficina del Censo de los Estados Unidos, Boscobel tiene una superficie total de 18.48 km², de la cual 17.4 km² corresponden a tierra firme y (5.84%) 1.08 km² es agua.

## Demografía
Según el censo de 2010, había 376 personas residiendo en Boscobel. La densidad de población era de 20,34 hab./km². De los 376 habitantes, Boscobel estaba compuesto por el 98.94% blancos, el 0.53% eran afroamericanos, el 0% eran amerindios, el 0% eran asiáticos, el 0% eran isleños del Pacífico, el 0.27% eran de otras razas y el 0.27% pertenecían a dos o más razas. Del total de la población el 0.27% eran hispanos o latinos de cualquier raza.